# Barry White (cestista)
Barry White (Newark, 1º giugno 1947) è un ex cestista e allenatore di pallacanestro statunitense naturalizzato francese, professionista in Francia.

## Carriera
Venne selezionato dai Baltimore Bullets all'ottavo giro del Draft NBA 1969 (113ª scelta assoluta), ma non giocò mai nella NBA.